# Šainovac
Šainovac (en serbe cyrillique : Шаиновац) est un village de Serbie situé sur le territoire de la Ville de Leskovac, district de Jablanica. Au recensement de 2011, il comptait 210 habitants.

## Démographie
| 1948 | 1953 | 1961 | 1971 | 1981 | 1991 | 2002 | 2011 |
| ---- | ---- | ---- | ---- | ---- | ---- | ---- | ---- |
| 220  | 222  | 224  | 244  | 275  | 256  | 216  | 210  |

|  |